# Amy Satterthwaite
Amy Ella Satterthwaite (* 7. Oktober 1986 in Wellington, Neuseeland) ist eine neuseeländische Cricketspielerin die seit 2007 für die neuseeländischen Nationalmannschaft spielt.

## Kindheit und Ausbildung
Ihr Vater spielte selbst Cricket und war lange Jahre im Cricket Board von Canterbury. So kam sie früh mit Cricket in Kontakt und spielte ab 2003 für Canterbury.

## Aktive Karriere

### Anfänge in der Nationalmannschaft
Ihr Debüt in der Nationalmannschaft absolvierte sie im Juli 2007 bei der Tour in Australien. In ihrem ersten WODI schied sie mit einem „Duck“ (0 Runs) aus, in ihrem ersten WTwenty20 erzielte sie 25 Runs. Kurz darauf gelangen ihr im dritten WODI bei der Tour in England 6 Wickets für 17 Runs, wofür sie als Spielerin des Spiels ausgezeichnet wurde. In der Folge konnte sie sich im Team etablieren. Im Februar 2009 bei der Tour gegen Australien konnte sie mit 67 Runs ihr erstes Half-Century erzielen. Daraufhin wurde sie für den Women’s Cricket World Cup 2009 nominiert. Dort konnte sie unter anderem gegen Südafrika ein Fifty über 73 Runs erreichen wofür sie als Spielerin des Spiels ausgezeichnet wurde. Mit dem Team erreichte sie das Finale, wobei sie dort ihr Wicket mit dem ersten Ball verlor und das Spiel gegen England mit einer Niederlage endete.
Im Frühjahr 2010 erreichte sie zunächst bei der Tour in Australien im zweiten WODI 3 Wickets für 18 Runs, bevor sie beim Gegenbesuch der Australierinnen im zweiten WODI ein Fifty über 81 Runs erzielte. Im folgenden Sommer gelang ihr dann ein Fifty über 59 Runs in England. Im Frühjahr 2012 kam England nach Neuseeland, wobei sie im zweiten WODI 69 Runs und im dritten 58 Runs erreichte. Im Dezember 2012 spielte sie bei der Vorbereitung auf die Weltmeisterschaft eine WODI-Serie in Australien. Dabei gelangen ihr im ersten Spiel ein Fifty über 98 Runs und im zweiten ihr erstes internationales Century über 109 Runs aus 119 Bällen. Im letzten Spiel der Serie konnte sie dann als Bowlerin 3 Wickets für 59 Runs erreichen. Beim Women’s Cricket World Cup 2013 konnte sie dann in der Super-Six-Runde gegen England ein weiteres Century über 103 Runs aus 126 Bällen gegen England erzielen, was jedoch nicht zum Sieg reichte. Im Spiel um den dritten Platz traf sie mit dem Team erneut auf England und verlor auch dort trotz ihres Fifties über 85 Runs.

### Aufstieg zur zentralen Figur
Nach der Weltmeisterschaft lehnte sie ein Vertragsangebot vom neuseeländischen Verband ab. In der Folge hatte sie Schwierigkeiten sich im Team zu behaupten und wurde unter anderem nicht für den ICC Women’s World Twenty20 2014 nominiert. Nachdem dieser für die Mannschaft enttäuschend verlaufen war, kam sie wieder zurück ins Team. Dabei konnte sie im dritten WTwenty20 auf der Tour in den West Indies 4 Wickets für 24 Runs erreichen und wurde als Spielerin des Spiels ausgezeichnet. Im Februar 2015 bei der Tour gegen England konnte sie im dritten WODI nicht nur ein Half-Century über 76* Runs am Schlag, sondern auch 3 Wickets für 37 Runs als Bowlerin erzielen. In der Saison 2015/16 konnte sie jeweils ein Half-Century gegen Sri Lanka (69 Runs) und Australien (72 Runs) erzielen.
Die Saison 2016/17 begann mit einer Tour in Südafrika, bei der eine WODI-Serie über sieben Spiele gespielt wurde. Im ersten Spiel konnte sie als Bowlerin 4 Wickets für 13 Runs erzielen und wurde dafür als Spielerin des Spiels ausgezeichnet. Nachdem sie im dritten WODI ein Half-Century über 89* Runs erzielt hatte, konnte sie ein weiteres über 81* Runs im vierten hinzufügen. In diesem Spiel gelangen ihr auch 3 Wickets für 33 Runs mit dem Ball, wofür sie als Spielerin des Spiels ausgezeichnet wurde. Im letzten WODI konnte sie dann noch einmal ein Fifty über 53 Runs erreichen und wurde letztendlich zur Spielerin der Serie gekürt. Auf der folgenden Tour gegen Pakistan konnte sie zunächst im zweiten WODI ein Century über 137* Runs aus 117 Bällen erzielen. Ein weiteres erfolgte im nächsten Spiel, als sie 115* Runs aus 101 erreichte. Im letzten Spiel war der Fünf-Spiele-Serie, in dem sie auch Kapitänin, konnte sie dann das dritte Century der Serie erzielen, als ihr 123 Runs aus 99 Bällen gelangen. Im späteren Verlauf der Saison konnte sie dann gegen Australien im ersten WODI ein Century über 102* Runs aus 113 Bällen und im zweiten WODI 85 Runs erreichen.

### Übernahme der Kapitänsrolle und Babypause
Im Sommer folgte dann der Women’s Cricket World Cup 2017, bei dem sie unter anderem gegen Sri Lanka ein Half-Century über 78* Runs erzielte. Für die Leistungen des Jahres wurde sie dann vom Weltverband ICC als ODI Player of the Year ausgezeichnet. Im März 2018 konnte sie bei der Tour gegen die West Indies zunächst ein Fifty im dritten WODI über 69 Runs erzielen, bevor sie beim zweiten WTwenty20 erstmals ein Half-Century über 71* Runs erreichte. Im Sommer konnte sie beim dritten WODI in Irland 71 Runs erreichen. In der Folge trat die Kapitänin Suzie Bates von ihrem Amt zurück und Satterthwaite wurde als ihre Nachfolgerin bestimmt.
Als neue Kapitänin führte sie das Team zum ICC Women’s World Twenty20 2018, bei dem sie jedoch schon in der Vorrunde ausschieden. Im Januar 2019 konnte sie gegen Indien zwei Half-Centuries erzielen (71 und 66*) Runs. Darauf folgte eine Tour in Australien, bei der sie ein Half-Century über 92 Runs erreichte. Im August 2019 erklärte sie, dass sie eine Pause einlegen würde, da sie ein Kind erwartete. Im Oktober stieg sie dann trotz der Pause im Ranking zur besten WODI-Batterin der Welt auf.

### Rückkehr als Vize-Kapitänin
Im Juli 2020 wurde bekannt, dass sie bei ihrer Rückkehr durch ihre Vertreterin Sophie Devine permanent als Kapitänin abgelöst wird und als Vize-Kapitänin weiter fungieren soll. Zurück im Team bei der Tour gegen Australien im Oktober 2020, erzielte sie im zweiten WODI ein Fifty über 69 Runs. Im Februar 2021 konnte sie ein Century über 119* Runs aus 128 Bällen im dritten WODI gegen England erzielen und wurde dafür als Spielerin des Spiels ausgezeichnet. Im September bei der Tour in England konnte sie zwei weitere Half-Centuries erzielen (79* und 54 Runs). Im Februar 2022 gelang ihr gleiches gegen Indien (63 und 59 Runs). Beim Women’s Cricket World Cup 2022 konnte sie beim Spiel gegen Indien ein Fifty über 75 Runs erzielen und wurde als Spielerin des Spiels ausgezeichnet.

## Privates
Satterthwaite heiratete im Jahr 2017 ihre Lebenspartnerin, ihre Teamkollegin in der Nationalmannschaft, Lea Tahuhu. Zusammen haben sie ein Kind.